# Sint-Chrysoliusbron

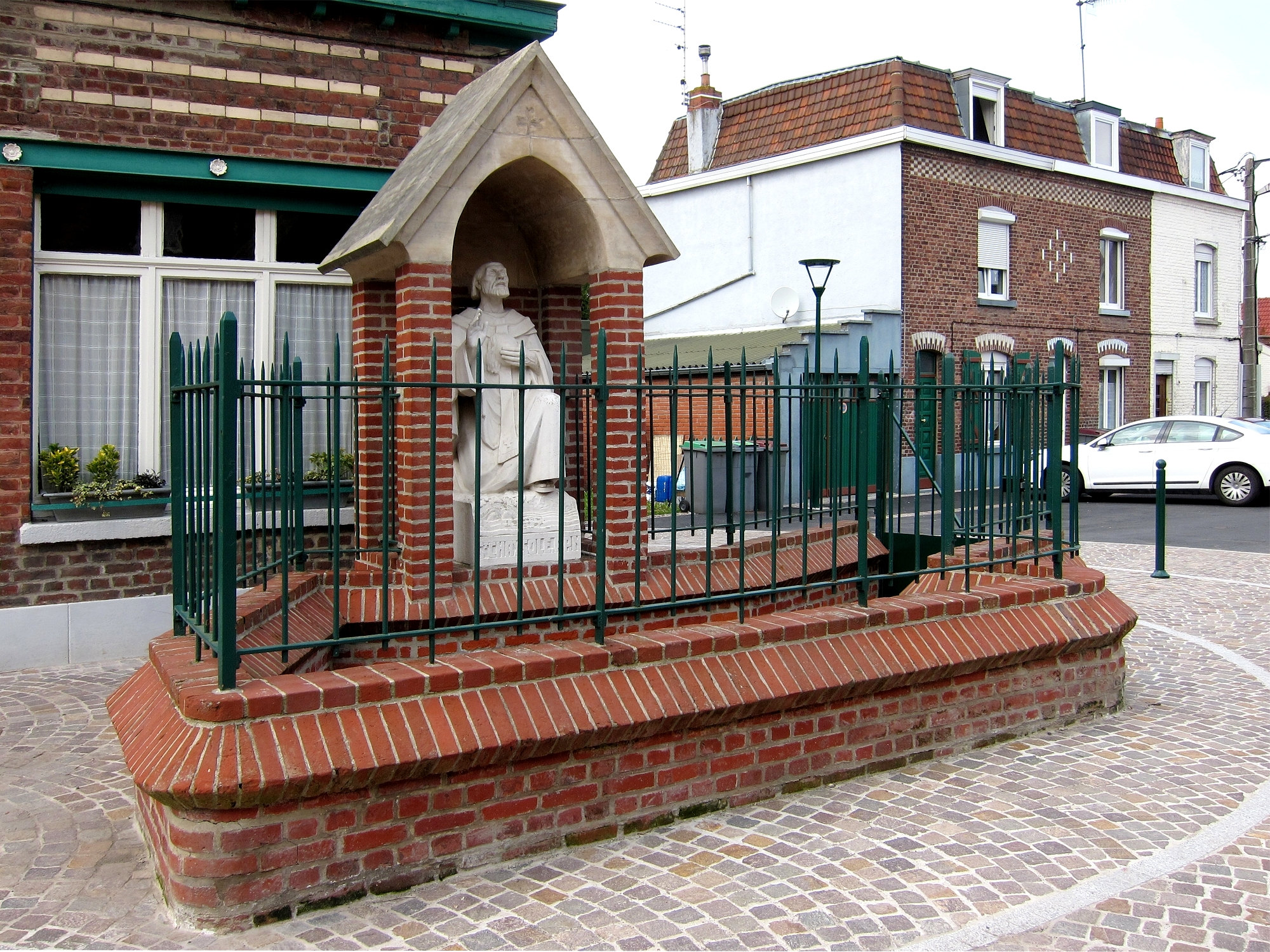
De Sint-Chrysoliusbron

De Sint-Chrysoliusbron (Frans: Fontaine Saint-Chrysole) is een bron in de tot het Noorderdepartement behorende plaats Verlinghem, gelegen aan de Rue de la Fontaine.

## Geschiedenis
De bron zou ontsprongen zijn op de plaats waar Sint-Chrysolius zou zijn onthoofd in het jaar 303. In plaats van onthoofd te worden, zou zijn schedel zijn gekliefd en het schedeldak zou in drie stukken uiteen zijn gevallen, op de plaats waarvan een bron ontstond. Vervolgens zou Chrysolius zij schedeldak in zijn hand hebben genomen en aldus naar Komen zijn gewandeld, om te sterven voor het altaar dat hij daar had opgericht en waar hij wenste begraven te worden.
De bron werd in 1920 geklasseerd als monument historique. In 1935 werd een beeld van de heilige toegevoegd, geschonken door de familie Lernould en vervaardigd door Adolphe Masselot.